# Polokoktajl
Polokoktajl – program telewizyjny, którego pomysłodawczynią, prowadzącą, redaktorką, scenarzystką, scenografką jest Elwira Mejk. Audycja nadawana w 2016 roku w stacji Polo Tv. W scenariuszu omawianie były blaski i ciebie świata show-biznesu związanego z polską muzyką taneczną. wraz ze stałymi osobami zaproszonymi na wizję – Edytą Przytulską i Romanem Wrzoskiem. Prowadząca posiłkuje się newsami z mediów społecznościowych i gazet. Wśród stałych punktów programu jest m.in. „Stajl” odcinka, gdzie nobilitowano daną gwiazdę lub „Masakra”, gdzie wytykano błędy, komentowano artykuły gazetowe i osobiste wpisy gwiazd show-biznesu. Program jednak utrzymany był w konwencji humorystycznej. Wypowiedzi prowadzącej przeplatane były klipami muzycznymi.